# Tóstrand
A Tóstrand egy mesterséges tó Salgótarján északi részén a Beszterce-lakóteleptől nem messze, közvetlenül a 21-es főút mellett.

## A tóról
Kialakításáról még 1962-ben hozott döntést a Salgótarjáni Városi Tanács Végrehajtó Bizottsága. Helyszínnek a Gedőci-völgyben, a 21-es főúttól keleti irányban lévő területet választották. A cél egy strandnak is alkalmas mesterséges tó létrehozása volt. A tó és strand vizét a Tarján-patak valamit a felszínközeli, felszín alatti vizek tápláljak. 
A tó kialakításában főleg a Csatorna és Vízvezetéképítő Vállalat vállalt fő szerepet, de társadalmi munkában a helyi gyárak munkásai, a környékbeli kisipari termelőszövetkezet tagjai, és diákok.
A tavat 1965-ben nyitották meg a látogatók előtt. Forgalmasabb napokon több ezer látogatója is volt a strandnak. A tóban közel 40 ezerköbméter vizet lehet tárolni. Felszíne 22 ezer négyzetméter, legmélyebb pontja 3,6 méter. A csónakázótó mellett, egy kavicsos medrű strandmedencét és egy 33 méteres úszómedencét is kialakítottak. 
1967-ben a tó partján egy különlegesség is elhelyezésre került, Kalló Viktor mobil szobra, mely 5 méter 40 cm magasra kifüggesztett, egyenként másfél méter nagyságú, különböző színű három halfigurákat ábrázol. Ez az alkotás ma már nem található meg.
A tó vize a nagymértékű iszaposodás, és a vízminőség miatt fürdésre ma már nem alkalmas. A tó körüli új sétány és a tűzrakó helyek, padok építése 2017 és 2018 között megtörtént, illetve a 2017 nyarán leszakadt fahíd helyén új átkelő épült.
A tó közelében található a Városi Gyermektábor, a Városi Strand és a strandkézilabda-stadion.
A tó jelenleg is az önkormányzat tulajdona, de a Tóstrand Horgász Egyesület kezelésében van.
Horgászattal kapcsolatos további információ az egyesület hivatalos honlapján: https://tostrandhe.hu

## Képek

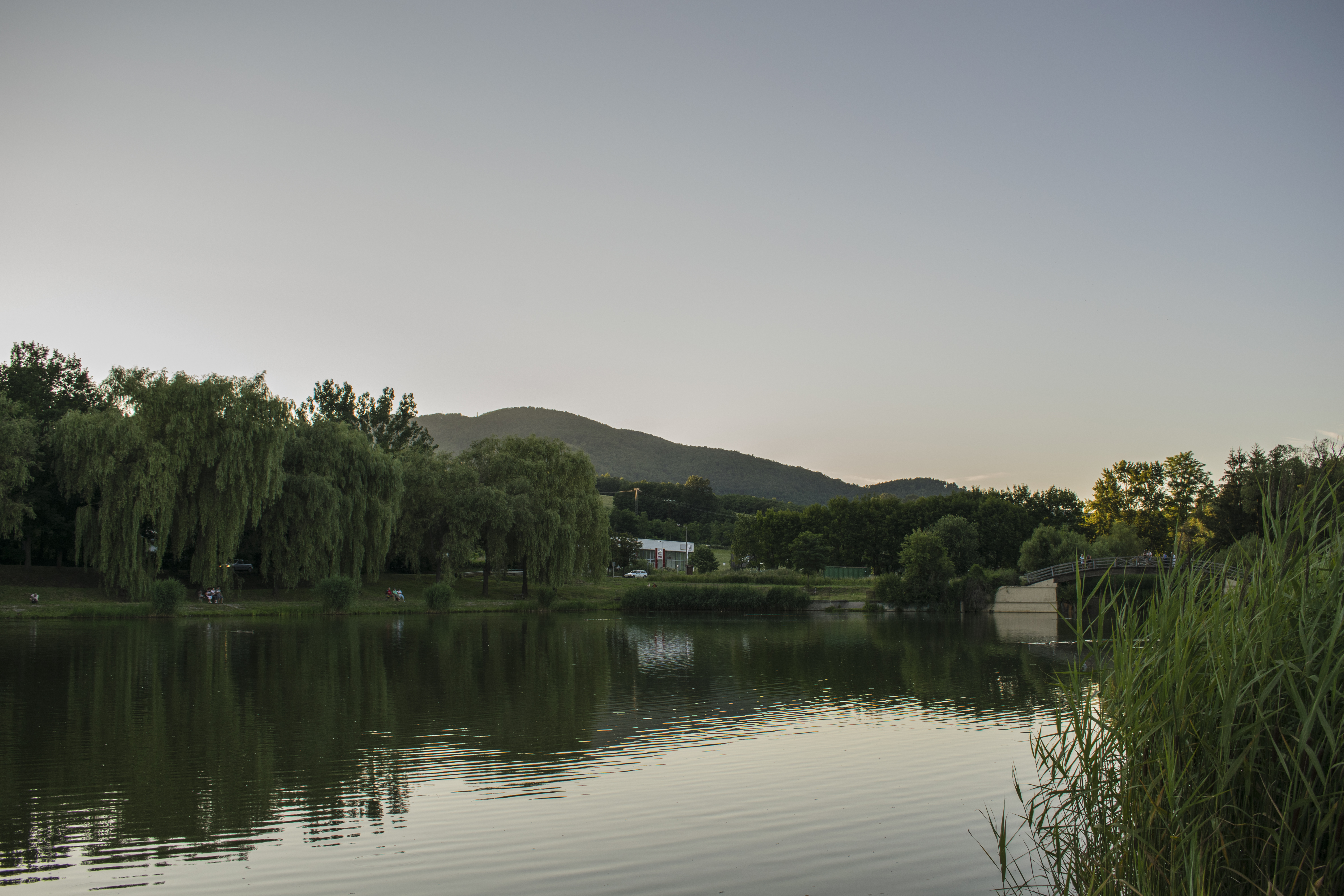
Háttérben a régi, 2017 nyarán leszakadt fahíd
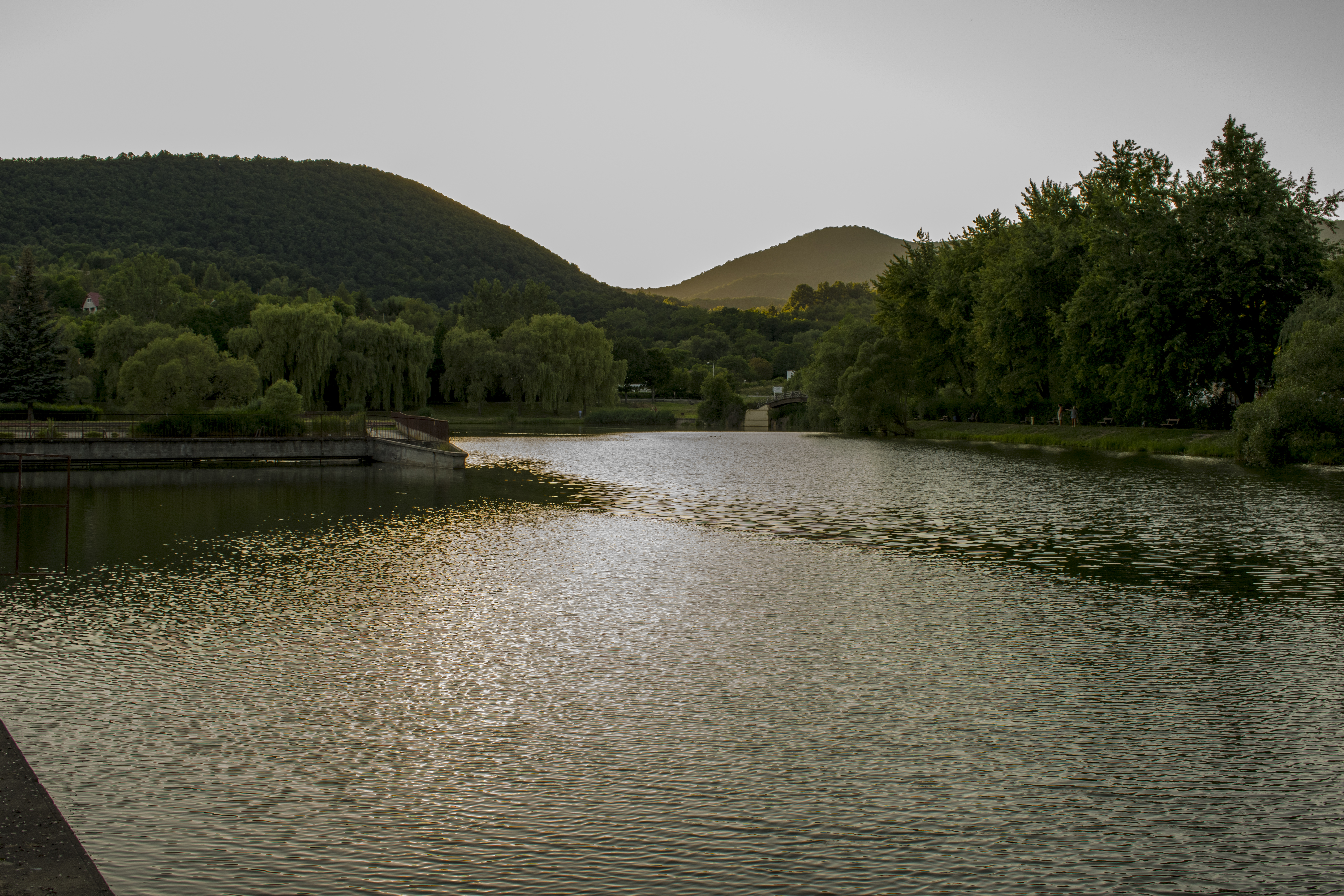
A lemenő nap fényeiben